# 치칼롭스카야역 (상트페테르부르크 지하철)
치칼롭스카야역(러시아어: Чкаловская)은 러시아 상트페테르부르크 시에 있는 상트페테르부르크 지하철 프룬젠스코 프리모르스카야 선의 역이다. 알렉산드르 콘스탄티노프, 알렉산드르 비스트로프, 안드레이 라리오노프가 설계한 이 역은 1997년 9월 15일 프라보베레즈나야 선의 역으로 개통하였으나, 2009년 3월 7일 프룬젠스코 프리모르스카야 선의 구간으로 편입되었다.
치칼롭스카야 역은 유명한 러시아 비행사 발레리 치칼로프의 이름을 따서 지어졌다. 따라서, 이 역의 장식은 항공 테마를 특징으로 한다. 바닥 디자인은 ANT-6 항공기의 구성요소처럼 보이는 반면, 공항 착륙대를 연상시킨다. 에스컬레이터 램프는 프로펠러를 닮은 형태로 설계되었다.

## 대중 문화
2006년 이 역에서 영화 "Piter FM"의 한 장면이 등장했다. 주인공들은 발레리 치칼로프 기념비에 약속을 정한 내용이 나왔다.